# Pljeseck
Pljeseck je (ruski:Плесе́цк ) je naselje gradskog tipa u Arhangelskoj oblasti u Rusiji, oko 800 kilometara sjeveroistočno od Moskve i oko 180 km južno od Arhangelska.

## Zemljopisni položaj
Nalazi se na 62,715° sjeverne zemljopisne širine i 40,29° istočne zemljopisne dužine.

## Upravna organizacija
Upravno je središte Pljeseckog rajona.

## Promet
Željeznička postaja Sjeverne željezničke pruge služi kao prijevoznim čvorištem za obližnji kozmodrom Pljeseck i za obližnji grad Mirnega, koji opsluživa kozmodrom.

## Stanovništvo
2002. je Pljeseck imao 11,3 tisuće stanovnika.

## Vanjske poveznice
- Pljeseck na Google mapsu